# Lista nagród i wyróżnień Ingrid Bergman
Ingrid Bergman otrzymała szereg nagród i wyróżnień w trakcie 49-letniej kariery aktorskiej. Wygrywała lub była nominowana do nich za pracę w filmach, na scenie i w telewizji. Siedmiokrotnie uzyskiwała nominacje do nagrody Akademii Filmowej, z czego zdobyła trzy statuetki Oscara – dwie za pierwszoplanowe kreacje w filmach Gasnący płomień (1944) i Anastazja (1956) oraz jedną dla najlepszej aktorki drugoplanowej za występ w obrazie Morderstwo w Orient Expressie (1974). Była też m.in. laureatką BAFTY w kategorii dla najlepszej aktorki drugoplanowej (1975), dwukrotną zdobywczynią Davida di Donatello dla najlepszej aktorki zagranicznej (1957, 1979) i Primetime Emmy dla najlepszej aktorki pierwszoplanowej w miniserialu lub filmie telewizyjnym (1960, 1982). Trzy razy otrzymała nagrodę Stowarzyszenia Nowojorskich Krytyków Filmowych jako najlepsza aktorka (1946, 1957, 1979) oraz czterokrotnie Złoty Glob – trzykrotnie dla najlepszej aktorki w filmie dramatycznym; 1945, 1946, 1957 i raz jako najlepsza aktorka w miniserialu lub filmie telewizyjnym w 1983. Pozostaje jedną z 24 osób w historii, które zdobyły potrójną koronę aktorstwa (Oscar, Emmy i Tony).
Za całokształt pracy artystycznej Bergman przyznano honorowego Cezara (1976). American Film Institute (AFI) docenił jej talent, klasyfikując ją na 4. miejscu w stworzonym przez siebie rankingu „największych aktorek wszech czasów” (1999). W 2020 została wyróżniona przez poczty Stanów Zjednoczonych (USPS) oraz Szwecji, które wydały znaczek pocztowy z jej wizerunkiem. Od 8 lutego 1960 posiada gwiazdę na Hollywoodzkiej Alei Gwiazd, mieszczącą się przy 6759 Hollywood Boulevard.

## Nagrody i nominacje

### David di Donatello

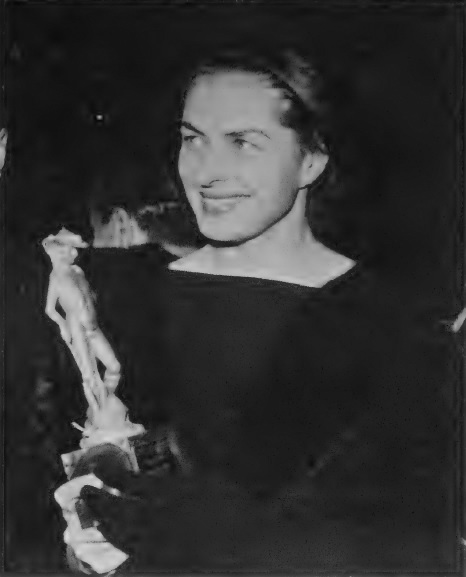
Bergman ze statuetką Davida di Donatello, 3 sierpnia 1957

David di Donatello jest nagrodą filmową, przyznawaną od 1956 przez Włoską Akademię Filmową (Accademia del Cinema Italiano). Dwukrotnie – w 1957 i 1979 – zdobywała statuetkę w kategorii konkursowej. W 1982 przyznano jej nagrodę specjalną, złoty medal ministra turystyki.
| Rok  | Nominowane dzieło | Kategoria                      | Wynik   | Źr    |
| ---- | ----------------- | ------------------------------ | ------- | ----- |
| 1957 | Anastazja         | Najlepsza aktorka zagraniczna  | Wygrana | [ 1 ] |
| 1979 | Jesienna sonata   | Najlepsza aktorka zagraniczna  | Wygrana | [ 2 ] |
| 1982 |                   | Złoty medal ministra turystyki | Wygrana | [ 3 ] |

### Laurence Olivier Award
Laurence Olivier Award, pierwotnie znane jako Society of West End Theatre Awards, jest doroczną nagrodą przyznawaną przez Society of London Theatre (SOLT) od 1976 za występy teatralne na West Endzie. W swej karierze uzyskała jedną nominację w kategorii dla aktorki roku we wznowieniu sztuki teatralnej.
| Rok  | Nominowane dzieło  | Kategoria                                    | Wynik     | Źr    |
| ---- | ------------------ | -------------------------------------------- | --------- | ----- |
| 1978 | Waters of the Moon | Aktorka roku we wznowieniu sztuki teatralnej | Nominacja | [ 4 ] |

### Międzynarodowy Festiwal Filmowy w Wenecji
Międzynarodowy Festiwal Filmowy w Wenecji powstał w 1932 jako Esposizione Internazionale d’Arte Cinematografica. Jest najstarszym tego typu wydarzeniem na świecie. Odbywa się na wyspie Lido w Wenecji we Włoszech. Główną nagrodą jest Złoty Lew, uznawany za jedną z najbardziej prestiżowych nagród w przemyśle filmowym. Poza wyróżnieniem w 1947, Bergman została laureatką Pucharu Volpiego w kategorii konkursowej w 1952.
| Rok  | Nominowane dzieło | Kategoria                                               | Wynik   | Źr          |
| ---- | ----------------- | ------------------------------------------------------- | ------- | ----------- |
| 1947 | Urzeczona         | Najlepsza rola (Nagroda Weneckiego Festiwalu Filmowego) | Wygrana | [ 7 ] [ 8 ] |
| 1952 | Europa ’51        | Najlepsza aktorka                                       | Wygrana | [ 5 ] [ 9 ] |

### Nagroda Akademii Filmowej

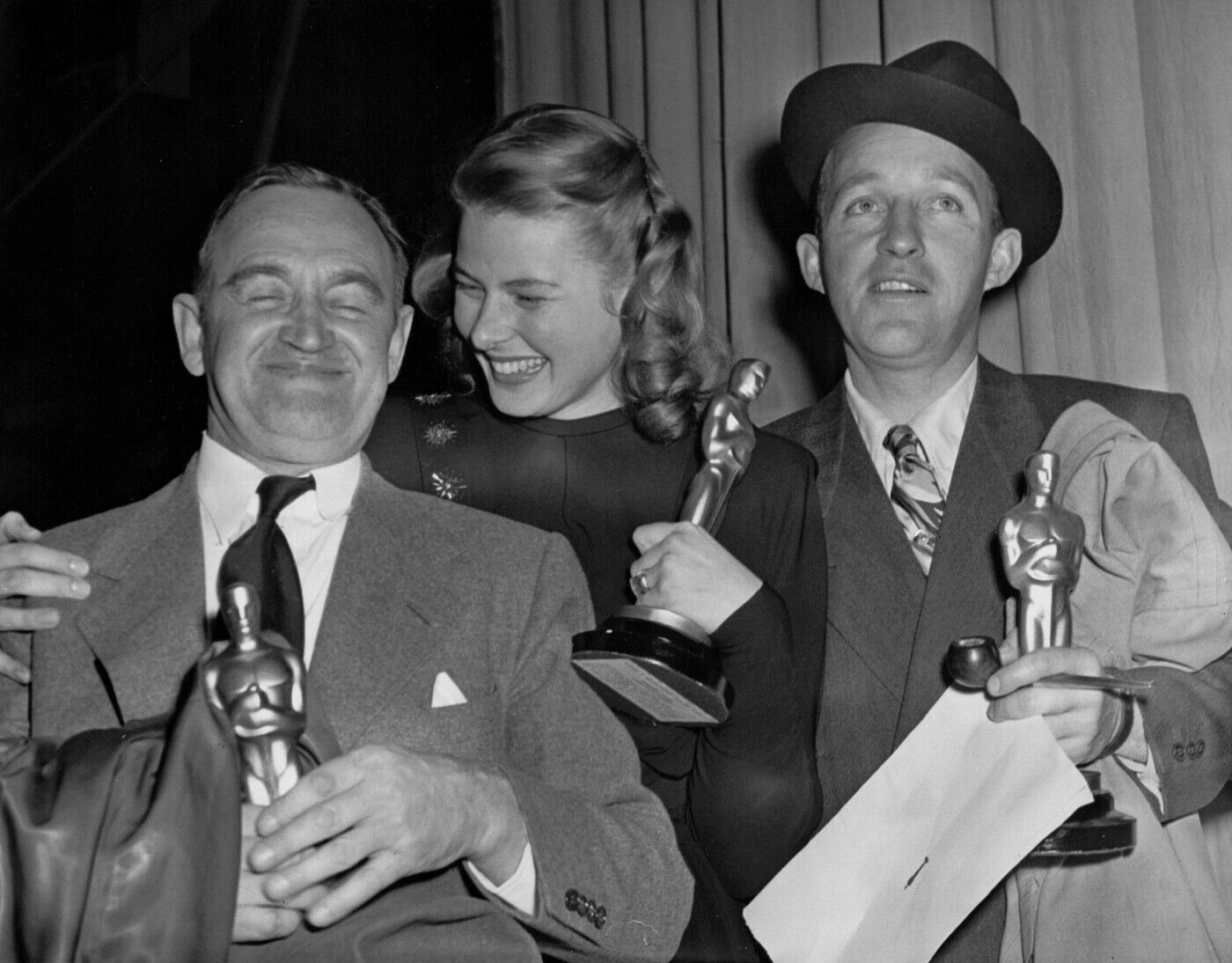
Barry Fitzgerald, Bergman i Bing Crosby podczas 17. gali rozdania Oscarów, 15 marca 1945. Aktorka zdobyła swą pierwszą statuetkę za pierwszoplanową rolę w filmie Gasnący płomień (1944)

Nagrody Akademii Filmowej – zwane też powszechnie Oscarami – są corocznie przyznawane przez Amerykańską Akademię Sztuki i Wiedzy Filmowej (AMPAS) najlepszym artystom przemysłu filmowego. Bergman siedmiokrotnie uzyskiwała nominacje w kategoriach konkursowych, z czego otrzymała trzy statuetki: dwie dla najlepszej aktorki pierwszoplanowej za role w Gasnącym płomieniu (1944) i Anastazji oraz jedną za drugoplanową kreację w obrazie kryminalnym Morderstwo w Orient Expressie (1974).
| Rok  | Nominowane dzieło               | Kategoria                         | Wynik     | Źr            |
| ---- | ------------------------------- | --------------------------------- | --------- | ------------- |
| 1944 | Komu bije dzwon                 | Najlepsza aktorka pierwszoplanowa | Nominacja | [ 10 ]        |
| 1945 | Gasnący płomień                 | Najlepsza aktorka pierwszoplanowa | Wygrana   | [ 11 ] [ 12 ] |
| 1946 | Dzwony Najświętszej Marii Panny | Najlepsza aktorka pierwszoplanowa | Nominacja | [ 13 ]        |
| 1949 | Joanna d’Arc                    | Najlepsza aktorka pierwszoplanowa | Nominacja | [ 14 ]        |
| 1957 | Anastazja                       | Najlepsza aktorka pierwszoplanowa | Wygrana   | [ 12 ] [ 15 ] |
| 1975 | Morderstwo w Orient Expressie   | Najlepsza aktorka drugoplanowa    | Wygrana   | [ 16 ]        |
| 1979 | Jesienna sonata                 | Najlepsza aktorka pierwszoplanowa | Nominacja | [ 17 ]        |

### Nagroda BAFTA
Nagrody BAFTA przyznawane są corocznie przez Brytyjską Akademię Sztuk Filmowych i Telewizyjnych (BAFTA) w dziedzinie filmu. Bergman była dwukrotnie nominowana w kategoriach konkursowych, z czego zdobyła nagrodę w 1975.
| Rok  | Nominowane dzieło               | Kategoria                      | Wynik     | Źr     |
| ---- | ------------------------------- | ------------------------------ | --------- | ------ |
| 1959 | Gospoda Szóstego Dobrodziejstwa | Najlepsza aktorka zagraniczna  | Nominacja | [ 18 ] |
| 1975 | Morderstwo w Orient Expressie   | Najlepsza aktorka drugoplanowa | Wygrana   | [ 19 ] |

### Nagroda Bambi
Bambi jest niemiecką nagrodą przyznawaną corocznie artystom z kraju i z zagranicy za osiągnięcia medialne i telewizyjne przez koncern Hubert Burda Media. Spośród siedmiu nominacji, zdobyła pięć wyróżnień.
| Rok  | Nominowane dzieło       | Kategoria                     | Wynik     | Źr     |
| ---- | ----------------------- | ----------------------------- | --------- | ------ |
| 1950 | Joanna d’Arc            | Najlepsza aktorka zagraniczna | Nominacja | [ 20 ] |
| 1951 | Pod znakiem Koziorożca  | Najlepsza aktorka zagraniczna | Wygrana   | [ 21 ] |
| 1951 | Stromboli, ziemia bogów | Najlepsza aktorka zagraniczna | Wygrana   | [ 21 ] |
| 1952 | Osławiona               | Najlepsza aktorka zagraniczna | Wygrana   | [ 21 ] |
| 1953 | Europa ’51              | Najlepsza aktorka zagraniczna | Wygrana   | [ 21 ] |
| 1954 | Podróż do Włoch         | Najlepsza aktorka zagraniczna | Wygrana   | [ 21 ] |
| 1955 | Strach                  | Najlepsza aktorka zagraniczna | Nominacja | [ 22 ] |

### Nagroda César
César jest francuską nagrodą filmową przyznawaną przez Akademię Sztuki i Techniki Filmowej (Académie des Arts et Techniques du Cinéma) od 1976. Honorowego Cezara otrzymała podczas 1. edycji w 1976 (wraz z Dianą Ross).
| Rok  | Nominowane dzieło      | Kategoria      | Wynik   | Źr     |
| ---- | ---------------------- | -------------- | ------- | ------ |
| 1976 | Całokształt twórczości | Cezar Honorowy | Wygrana | [ 23 ] |

### Nagroda Donaldsona
Nagroda Donaldsona była przyznawana w dziedzinie teatru w latach 1944−1955 przez tygodnik „Billboard”. Bergman została nagrodzona za najlepszy występ w sztuce Joanna z Lotaryngii (sezon 1946–1947).
| Rok  | Nominowane dzieło   | Kategoria        | Wynik   | Źr     |
| ---- | ------------------- | ---------------- | ------- | ------ |
| 1947 | Joanna z Lotaryngii | Najlepszy występ | Wygrana | [ 24 ] |

### Nagroda Drama League

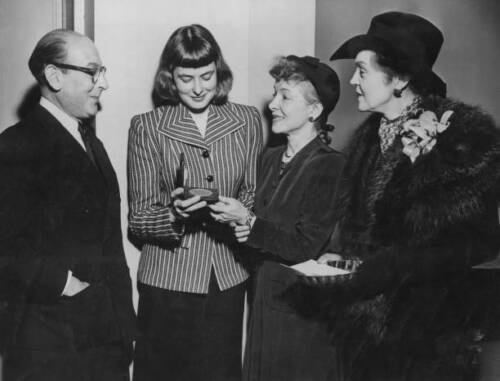
Bergman (druga z lewej) z nagrodą Drama League (1947), za występy w sztuce Joanna z Lotaryngii (1946–1947)

Nagrody Drama League, ustanowione w 1922, wręczane są corocznie, począwszy od 1935, przez członków The Drama League za występy teatralne zarówno na Broadwayu, jak i Off-Broadwayu. Bergman nagrodzono w 1947.
| Rok  | Nominowane dzieło   | Kategoria      | Wynik   | Źr           |
| ---- | ------------------- | -------------- | ------- | ------------ |
| 1947 | Joanna z Lotaryngii | Wybitny występ | Wygrana | [ 7 ] [ 25 ] |

### Nagroda Golden Apple
Golden Apple Award była przyznawana od 1941 do 2001 przez kobiece stowarzyszenie prasy Hollywood Women’s Press Club dla osób związanych z przemysłem filmowym. Bergman przyznano antynagrodę Sour Apple Award w 1946 dla najmniej współpracującej aktorki.
| Rok  | Nominowane dzieło | Kategoria                       | Wynik   | Źr            |
| ---- | ----------------- | ------------------------------- | ------- | ------------- |
| 1946 |                   | Najmniej współpracująca aktorka | Wygrana | [ 26 ] [ 27 ] |

### Nagroda Laurela
Nagroda Laurela została utworzona w 1948 przez magazyn „Motion Picture Exhibitor”. Była przyznawana twórcom filmowym, aktorom, reżyserom i kompozytorom do 1971. Jedyną nagrodę otrzymała w 1957.
| Rok  | Nominowane dzieło | Kategoria                          | Wynik     | Źr     |
| ---- | ----------------- | ---------------------------------- | --------- | ------ |
| 1957 | Anastazja         | Najlepszy żeński występ w dramacie | Wygrana   | [ 28 ] |
| 1958 |                   | Gwiazda roku                       | Nominacja | [ 29 ] |
| 1959 | Nominacja         | Gwiazda roku                       | [ 30 ]    |        |
| 1960 | Nominacja         | Gwiazda roku                       | [ 31 ]    |        |

### Nagroda Nastro d’argento
Włoska nagroda Nastro d’argento przyznawana jest od 1946 przez Włoski Narodowy Syndykat Dziennikarzy Filmowych (SNGCI). Bergman nagrodzono statuetką w 1953.
| Rok  | Nominowane dzieło | Kategoria         | Wynik   | Źr           |
| ---- | ----------------- | ----------------- | ------- | ------------ |
| 1953 | Europa ’51        | Najlepsza aktorka | Wygrana | [ 9 ] [ 32 ] |

### Nagroda Primetime Emmy
Nagroda Primetime Emmy przyznawana jest przez Academy of Television Arts & Sciences (ATAS) od 1949 w uznaniu doskonałości w programach telewizyjnych w czasie największej oglądalności w Stanach Zjednoczonych. Spośród trzech uzyskanych nominacji w kategorii konkursowej, zdobyła dwie statuetki – w 1960 i 1982 (drugą z nich otrzymała pośmiertnie, a nagrodę odebrała jej córka Pia Lindström).
| Rok  | Nominowane dzieło          | Kategoria                                                               | Wynik     | Źr     |
| ---- | -------------------------- | ----------------------------------------------------------------------- | --------- | ------ |
| 1960 | „The Turn of the Screw”    | Najlepsza aktorka pierwszoplanowa w miniserialu lub filmie telewizyjnym | Wygrana   | [ 33 ] |
| 1961 | 24 godziny z życia kobiety | Najlepsza aktorka pierwszoplanowa w miniserialu lub filmie telewizyjnym | Nominacja | [ 34 ] |
| 1982 | Kobieta o imieniu Golda    | Najlepsza aktorka pierwszoplanowa w miniserialu lub filmie telewizyjnym | Wygrana   | [ 35 ] |

### Nagroda Stowarzyszenia Krytyków Filmowych w Los Angeles
Nagroda Stowarzyszenia Krytyków Filmowych w Los Angeles (LAFCA Award) przyznawana jest corocznie, począwszy od 1975, przez organizację Los Angeles Film Critics Association (LAFCA). Bergman była do niej nominowana w kategorii konkursowej w 1978.
| Rok  | Nominowane dzieło | Kategoria         | Wynik     | Źr     |
| ---- | ----------------- | ----------------- | --------- | ------ |
| 1978 | Jesienna sonata   | Najlepsza aktorka | Nominacja | [ 36 ] |

### Nagroda Stowarzyszenia Nowojorskich Krytyków Filmowych

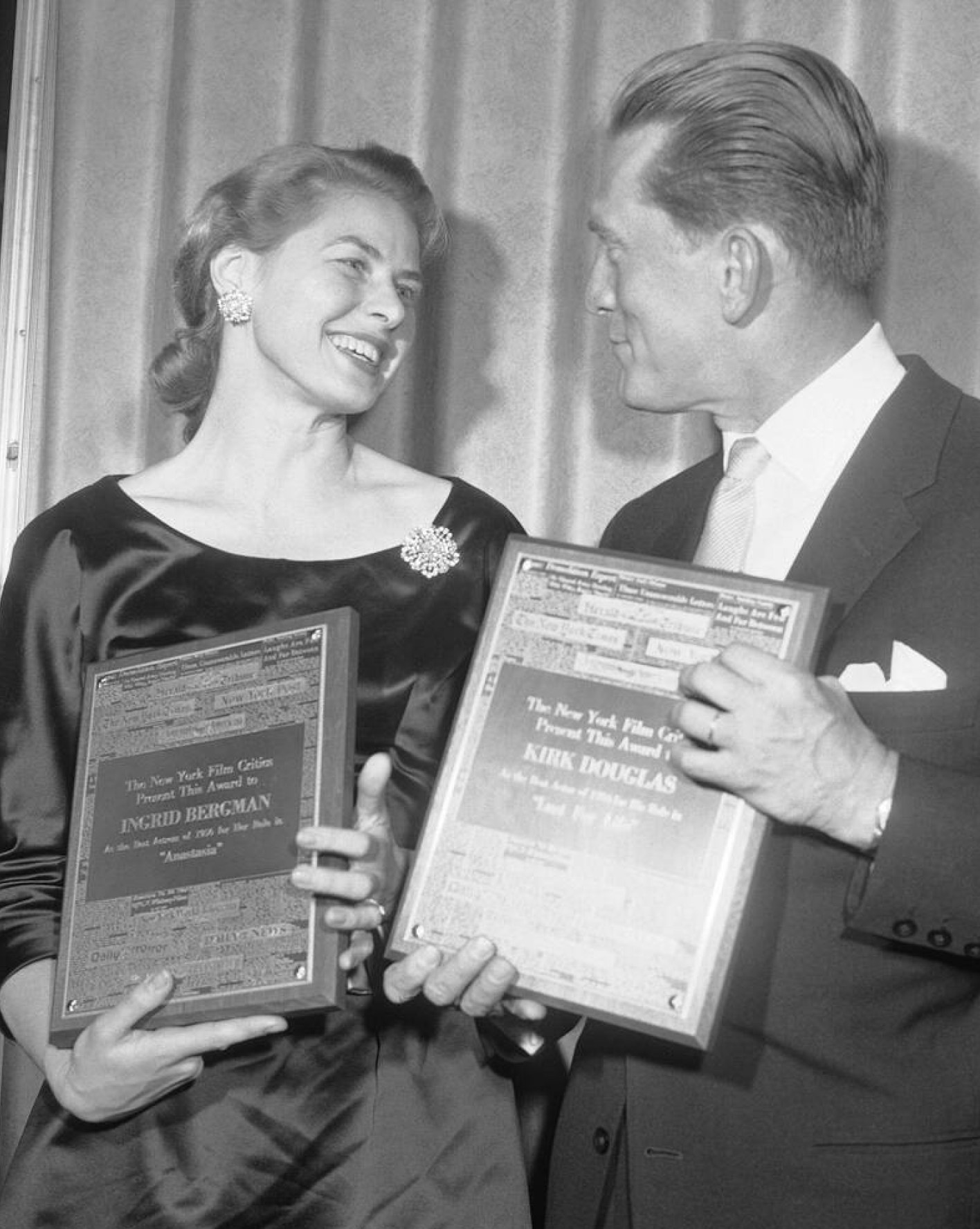
Bergman z Kirkiem Douglasem, laureaci nagrody Stowarzyszenia Nowojorskich Krytyków Filmowych, 19 stycznia 1957

Nagroda Stowarzyszenia Nowojorskich Krytyków Filmowych (NYFCC Award) przyznawana jest rokrocznie, począwszy od 1935, w dziedzinie filmu przez Stowarzyszenie Nowojorskich Krytyków Filmowych (NYFCC). Bergman była czterokrotnie nominowana w kategorii konkursowej, zdobywając trzy nagrody.
| Rok  | Nominowane dzieło                          | Kategoria         | Wynik     | Źr            |
| ---- | ------------------------------------------ | ----------------- | --------- | ------------- |
| 1945 | Gasnący płomień                            | Najlepsza aktorka | Nominacja | [ 37 ]        |
| 1946 | Urzeczona, Dzwony Najświętszej Marii Panny | Najlepsza aktorka | Wygrana   | [ 38 ] [ 39 ] |
| 1957 | Anastazja                                  | Najlepsza aktorka | Wygrana   | [ 38 ] [ 41 ] |
| 1979 | Jesienna sonata                            | Najlepsza aktorka | Wygrana   | [ 42 ]        |

### Nagroda Tony
The Antoinette Perry Awards for Excellence in Theatre, bardziej znane jako nagrody Tony, przyznawane są rokrocznie, począwszy od 1947, przez American Theatre Wing i The Broadway League, które nagradzają dokonania w dziedzinie amerykańskiego teatru. Bergman otrzymała statuetkę w 1947 w kategorii dla najlepszej aktorki w sztuce, za grę w Joannie z Lotaryngii w sezonie 1946–1947.

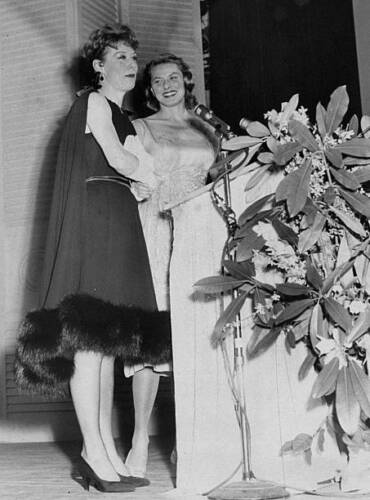
Gwen Verdon wręczająca Bergman nagrodę Tony, 6 kwietnia 1947

| Rok  | Nominowane dzieło   | Kategoria                  | Wynik   | Źr           |
| ---- | ------------------- | -------------------------- | ------- | ------------ |
| 1947 | Joanna z Lotaryngii | Najlepsza aktorka w sztuce | Wygrana | [ 7 ] [ 43 ] |

### National Board of Review
Organizacja National Board of Review (NBR MP) powstała w 1909. Towarzystwo działa m.in. na rzecz promowania komentarzy na temat wszystkich aspektów produkcji filmowej poprzez oferowanie programów edukacyjnych oraz seminariów dla studentów na kierunku filmoznawstwa. Bergman czterokrotnie otrzymywała nagrodę – w 1941, 1944, 1958 i 1978.
| Rok  | Nominowane dzieło               | Kategoria           | Wynik   | Źr            |
| ---- | ------------------------------- | ------------------- | ------- | ------------- |
| 1941 | Rage in Heaven                  | Najlepsze aktorstwo | Wygrana | [ 44 ] [ 45 ] |
| 1944 | Gasnący płomień                 | Najlepsze aktorstwo | Wygrana | [ 44 ] [ 46 ] |
| 1958 | Gospoda Szóstego Dobrodziejstwa | Najlepsza aktorka   | Wygrana | [ 47 ]        |
| 1978 | Jesienna sonata                 | Najlepsza aktorka   | Wygrana | [ 48 ]        |

### National Society of Film Critics
Nagroda ta przyznawana jest przez amerykańską organizację krytyków National Society of Film Critics (NSFC). Bergman była jej laureatką w kategorii konkursowej w 1978.
| Rok  | Nominowane dzieło | Kategoria         | Wynik   | Źr     |
| ---- | ----------------- | ----------------- | ------- | ------ |
| 1978 | Jesienna Sonata   | Najlepsza aktorka | Wygrana | [ 49 ] |

### New York Drama Critics Award
New York Drama Critics Award przyznawane są od 1943 na podstawie złożonej opinii wybranych nowojorskich krytyków teatralnych w celu uznania doskonałości w teatrze na Broadwayu. Bergman nagrodzono w 1947 za występy w Joannie z Lotaryngii.
| Rok  | Nominowane dzieło   | Kategoria               | Wynik   | Źr     |
| ---- | ------------------- | ----------------------- | ------- | ------ |
| 1947 | Joanna z Lotaryngii | Najlepsza rola aktorska | Wygrana | [ 50 ] |

### Photoplay Award
Nagroda, pierwotnie ustanowiona w 1921 przez branżowy magazyn filmowy „Photoplay”. W późniejszych latach wielokrotnie zmieniano formułę jej przyznawania, a głównym kryterium stała się popularność danego aktora/aktorki (na podstawie przeprowadzanych sondaży). Bergman wyróżniano trzykrotnie.
| Rok  | Nominowane dzieło | Kategoria                         | Wynik   | Źr            |
| ---- | ----------------- | --------------------------------- | ------- | ------------- |
| 1946 |                   | Najpopularniejsza gwiazda kobieca | Wygrana | [ 51 ] [ 52 ] |
| 1947 | Wygrana           | Najpopularniejsza gwiazda kobieca |         | [ 51 ] [ 52 ] |
| 1948 | Wygrana           | Najpopularniejsza gwiazda kobieca |         | [ 51 ] [ 52 ] |

### Złoty Glob
Złote Globy są wręczane corocznie, od 1944 do 2023 przez Hollywoodzkie Stowarzyszenie Prasy Zagranicznej (HFPA), a od 2024 przez organizację Golden Globe Foundation, która wyróżnia wybitne osiągnięcia w branży rozrywkowej, zarówno krajowej, jak i zagranicznej, a także skupia uwagę szerokiej publiczności na najlepszych filmach kinowych i telewizyjnych. Spośród ośmiu uzyskanych nominacji w kategoriach konkursowych, Bergman zdobyła cztery nagrody.
| Rok  | Nominowane dzieło               | Kategoria                                               | Wynik     | Źr     |
| ---- | ------------------------------- | ------------------------------------------------------- | --------- | ------ |
| 1945 | Gasnący płomień                 | Najlepsza aktorka w filmie dramatycznym                 | Wygrana   | [ 53 ] |
| 1946 | Dzwony Najświętszej Marii Panny | Najlepsza aktorka w filmie dramatycznym                 | Wygrana   | [ 53 ] |
| 1957 | Anastazja                       | Najlepsza aktorka w filmie dramatycznym                 | Wygrana   | [ 53 ] |
| 1959 | Gospoda Szóstego Dobrodziejstwa | Najlepsza aktorka w filmie dramatycznym                 | Nominacja | [ 54 ] |
| 1959 | Niedyskrecja                    | Najlepsza aktorka w filmie komediowym lub musicalu      | Nominacja | [ 54 ] |
| 1970 | Kwiat kaktusa                   | Najlepsza aktorka w filmie komediowym lub musicalu      | Nominacja | [ 54 ] |
| 1979 | Jesienna sonata                 | Najlepsza aktorka w filmie dramatycznym                 | Nominacja | [ 54 ] |
| 1983 | Kobieta o imieniu Golda         | Najlepsza aktorka w miniserialu lub filmie telewizyjnym | Wygrana   | [ 54 ] |

## Inne wyróżnienia
W 1935 została uznana za „najbardziej obiecującą nowicjuszkę szwedzkiej sceny filmowej”. Pod koniec 1937 zwyciężyła w ankiecie przeprowadzonej wśród szwedzkiej publiczności na „najbardziej podziwianą gwiazdę filmową roku”. Na początku 1942 została laureatką Elmer Award dla najlepszej aktorki, przyznawanej przez branżowy „Movie-Radio Guide”, za rok 1941 i występy w trzech filmach: Adam Had Four Sons, Rage in Heaven oraz Doktor Jekyll i pan Hyde. 5 lutego 1946, w trakcie gali w Carthay Circle Theatre w Los Angeles, otrzymała od Boba Hope’a Achievement Award, nagrodę czasopisma „Look”. W następnym roku Associated Press (AP) uznało ją za „kobietę roku” w filmach, a statystyk George Gallup ogłosił ją „najpopularniejszą aktorką w Ameryce”. 5 kwietnia 1948 Harry Truman przyznał jej Women’s Press National Club Award za „wybitne osiągnięcia w teatrze”. W 1949 głosami 272 dziennikarek – ankietowanych przez magazyn „Pageant” – została ogłoszona jedną z najpotężniejszych kobiet w Stanach Zjednoczonych, obok m.in. Bess Truman, Eleanor Roosevelt, Elizabeth Kenny, Èvy Curie, Helen Keller, Kate Smith, Margaret Chase Smith oraz Rity Hayworth.
W 1953 otrzymała od Szwedzkiego Towarzystwa Filmowego złotą tablicę. Cztery lata później w nowojorskim Roxy Theatre odebrała od Joan Crawford przyznaną przez „Look” nagrodę za występ w filmie Anastazja (1956). W 1963, wraz z Anthonym Quinnem, została nagrodzona włoską Srebrną Maską za „wyjątkowy wkład w ekran”. W 1977 w Rzymie wręczono jej specjalną nagrodę im. Eleonory Duse.
8 lutego 1960, w uznaniu za swój wkład w przemysł filmowy, otrzymała gwiazdę na Hollywoodzkiej Alei Gwiazd, która mieści się przy 6759 Hollywood Boulevard. We wrześniu 1982 w nowojorskim Regent Theatre oddano jej hołd poprzez prezentację produkcji z jej udziałem. 5 czerwca 1983 dzieci Bergman odsłoniły w centralnej części Fjällbacki jej popiersie, podarowane przez trzeciego męża aktorki, Larsa Schmidta. Znajduje się ono na skwerze im. Ingrid Bergman. Jej dziedzictwo i osobę wspominano także na 40. MFF w Wenecji. Punktem kulminacyjnym był koncert w Teatro La Fenice, podczas którego orkiestra wykonywała muzyczne fragmenty z filmów z jej udziałem oraz prezentowano prywatny film aktorki, ukazujący jej dzieciństwo w Szwecji i rodziców. W 1984, na cześć Bergman, hybrydową rasę róży herbacianej nazwano jej imieniem i nazwiskiem. W tym samym roku sieć PBS wyemitowała film dokumentalny Ingrid (reż. Gene Feldman).
W 1996 „Entertainment Weekly” zamieścił jej nazwisko na 12. miejscu w rankingu „100 największych gwiazd filmowych wszech czasów” (The 100 Greatest Movie Stars of All Time). Trzy lata później, w czerwcu, American Film Institute (AFI) sklasyfikował ją na 4. pozycji w przygotowanym przez siebie rankingu „największych aktorek wszech czasów” (The 50 Greatest American Screen Legends).
W 2015, z okazji setnej rocznicy urodzin Bergman, różne instytucje prezentowały poświęcone jej filmy dokumentalne, książki, pokazy filmowe, seminaria i wystawy – w Museum of Modern Art (MoMA) odbył się rocznicowy pokaz filmów z jej udziałem (wybranych i przedstawionych przez jej dzieci). AFI Silver Theatre and Cultural Center zorganizował – od 2 lipca do 13 września – obszerną retrospektywę hollywoodzkich i włoskich obrazów Bergman. Uniwersytet Kalifornijski w Berkeley (Cal) był gospodarzem wykładu, w trakcie którego szwedzka niezależna dziennikarka i krytyczka filmowa Ulrika Knutson określiła Bergman mianem „pionierskiej feministki”. MFF w Toronto, podczas swojej 40. edycji, zorganizował retrospektywę jej najbardziej znanych produkcji, zatytułowaną Notorious: Celebrating the Ingrid Bergman Centenary. W czterokinowej sali BAM Rose Cinemas w Brooklyn Academy of Music wyświetlano, w ramach Ingrid Bergman at BAM, czternaście obrazów z jej udziałem. 12 września BAMcinématek zaprezentował Ingrid Bergman Tribute – wydarzenie, którego współgospodarzami byli Isabella Rossellini (córka Bergman) i Jeremy Irons. Czytali oni na żywo jej osobiste listy. Museum of Bohuslän w Uddevalli zorganizowało wystawę unikalnych zdjęć, zatytułowaną Ingrid Bergman in Fjällbacka. Jej spadkobiercy opublikowali książkę obrazkową Ingrid Bergman: A Life in Pictures (2015). Z okazji rocznicy we włoskiej prowincji Via Fiamignano powstał też mural poświęcony Bergman.
W 2015 odbyła się premiera dokumentu Ingrid Bergman: własnymi słowami (reż. Stig Björkman). Był on prezentowany m.in. podczas 68. MFF w Cannes, którego oficjalny plakat zdobiła fotografia Bergman autorstwa Davida Seymoura. Organizatorzy opisywali ją jako „współczesną ikonę, wyzwoloną kobietę i odważną aktorkę”. Szwedzka ambasada w Stanach Zjednoczonych zorganizowała w swej siedzibie House of Sweden w Waszyngtonie dwie wystawy – Ingrid Bergman in Sweden!, obejmującą jej pierwsze lata życia, oraz The Saga of Ingrid Bergman, zawierającą trzydzieści fotografii, ukazujących aktorkę jako „wzór do naśladowania i zagrożenie dla własnego czasu”. Nastąpiło też uroczyste odsłonięcie pamiątkowego znaczka w obecności jej córki, Pii Lindström. Ówczesny ambasador Szwecji Björn Lyrvall przyznawał, że jest „opiewana na całym świecie, ponieważ była tak silną i niezależną osobą”. Wystawa była prezentowana również w Szwecji i Szanghaju. 20 sierpnia 2015 amerykańska (USPS) i szwedzka poczta wspólnie wydały znaczek (jako 19. z serii „Legendy Hollywoodu”) z wizerunkiem Bergman – honorując w ten sposób jej dorobek aktorski.
Isabella Rossellini sportretowała swoją matkę w filmie krótkometrażowym My Dad is 100 Years Old (2005, reż. Guy Maddin). Okres i lata życia spędzone przez Bergman we Włoszech zostały udramatyzowane w musicalu Camera; The Musical About Ingrid Bergman (reż. Staffan Aspegren), który wystawiano w Sztokholmie (w głównej roli wystąpiła Karin Oscarsson) oraz w zmienionej wersji w Spira Cultural Center w Jönköping. Ilsa Lund, bohaterka grana przez Bergman w Casablance (1942), stanowiła inspirację dla postaci Ilsy Faust (portretowanej przez Rebekę Ferguson) w filmach sensacyjnych z serii Mission: Impossible. Historyczny budynek piętrowy w Choisel, pełniący w przeszłości funkcję ratusza i szkoły, nazwano „L’Espace Ingrid Bergman” (EIB). Drewniana forma stóp Bergman znajduje się w Salvatore Ferragamo Museum we Florencji, a jej figura woskowa w Madame Tussaud w Hollywood w Kalifornii.
Wesleyan University z siedzibą w Middletown w stanie Connecticut, jest gospodarzem „Ingrid Bergman Collection”, w skład której wchodzą m.in. album z wycinkami, dokumentacja finansowa i prawna, fotosy, kostiumy, nagrody, pamiątki, portrety, scenariusze i zdjęcia. Pozostaje jedną z 24 osób w historii, które skompletowały potrójną koronę aktorstwa (Oscar, Emmy i Tony).

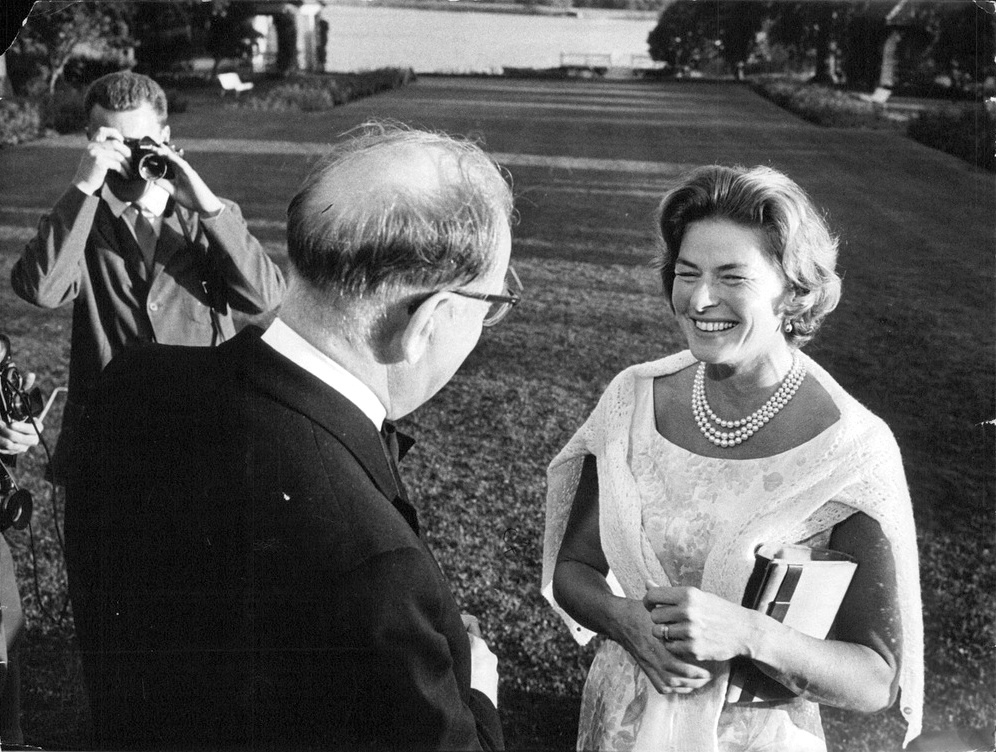
Bergman rozmawiająca z Tage Erlanderem, który nadał jej Order Wazów w klasie Komandora (1964)

### Odznaczenia
W styczniu 1947 król Szwecji Gustaw V przyznał Bergman najwyższe odznaczenie państwowe – złoty medal Litteris et Artibus za „wybitność i godność, z jaką reprezentuje szwedzką sztukę w Stanach Zjednoczonych”. W lipcu 1964, podczas wizyty w Harpsund, premier Tage Erlander nadał jej szwedzkie odznaczenie państwowe – Order Wazów w klasie Komandora (KVO). W 1979, w uznaniu za znaczący wkład w kulturę, otrzymała od szwedzkiego rządu medal Illis quorum. W 1987 pośmiertnie odznaczono ją Wielkim Krzyżem Zasługi RFN (BVO).